# Fabrizia Ramondino
Fabrizia Ramondino (née le 31 août 1936 à Naples et morte à Gaète le 23 juin 2008) est une écrivaine, scénariste, traductrice et critique littéraire italienne. Son œuvre comporte des romans, des histoires courtes, des poèmes, des livres, des pièces de théâtre, des essais et des critiques littéraires. 

## Biographie
Fabrizia Ramondino est née en 1936 à Naples. En tant que fille d'un diplomate, elle a grandi à Palma de Majorque, à Naples et en France. Elle a étudié la philologie française et la littérature allemande à l'Université Ludwig Maximilian à Munich .
Revenue en Italie en 1957, dans les années 1960 elle est active dans la Nuova Sinistra. De 1966 à 1982, elle travaille comme enseignante à Naples puis devient écrivaine indépendante.
Son premier travail Althénopis est publié en 1981. Beaucoup de ses œuvres ont été traduites en allemand par Maja Pflug, qui a reçu le prix de traducteur germano-italien.
Fabrizia Ramondino est morte noyée en 2008 dans la mer à Gaète à l'âge de 71 ans,.

## Œuvres
- 1977 : Napoli: i disoccupati organizzati,
- 1981 : Althénopis, Einaudi(2e ed. 1995, 3e ed. 2016.)
- 1983 : Storie di patio, Einaudi, (Prix Penne, 1984)
- 1987 : Taccuino tedesco, La Tartaruga
- 1988 : Un giorno e mezzo, Einaudi,
- 1991 : Star di casa, Garzanti,
- 1992 : Dadapolis. Napoli al caleidoscopio, avec F. Andreas Müller, Einaudi,
- 1992 : Morte di un matematico napoletano avec M. Martone, Ubulibri,
- 1994 : Terremoto con madre e figlia, Nuovo melangolo,
- 1995 : In viaggio, Einaudi,
- 1998 : L'isola riflessa, Einaudi, (Prix Racalmare Leonardo Sciascia, 1999)
- 1998 : Ci dicevano analfabeti. Il movimento dei disoccupati napoletani degli anni '70, Argo,
- 1998 : L'isola dei bambini, Edizioni e/o,
- 2000 : Polisario, Gamberetti,
- 2000 : Passaggio a Trieste, Einaudi,
- 2001 : Guerra di infanzia e di Spagna, Einaudi,
- 2001 : Bagnoli. Lo smantellamento dell'Italsider avec R. Rossanda, Mazzotta,
- 2002 : Il libro dei sogni, l'ancora del mediterraneo,
- 2004 : Il calore, nottetempo,
- 2004 : Per un sentiero chiaro, Einaudi,
- 2005 : Arcangelo e altri racconti, Einaudi,
- 2008 : La via, Einaudi,